# 褐角肩網蝽
褐角肩網蝽（学名：Uhlerites debilis）为網蝽科肩網蝽屬下的一个种。